# Боєртаун
Боєрта́ун (англ. Boyertown) — місто (англ. borough) в США, в окрузі Беркс штату Пенсільванія. Населення — 4264 особи (2020). Є містом-побратимом Богодухова Харківської області України.

## Історія
На початку 1700-х німецькі, швейцарські та французькі гугеноти почали освоювати місцевість Боєртауна (сім миль на північ від теперішнього Поттстауна). Спонуковані багатими родовищами залізної руди, рясними лісами та достатком води, бл. 1717 р. колоністи почали освоювати металеву промисловість. До 1750 р. ці доменні печі і кузні утворили жваву мережу по всій території Боєртауна. Збільшувалось населення і будувались нові дороги і заводи. Таверни надавали ночівлю туристам і мандрівникам і були оперативно розташовані обіч головних колоніальних шляхів. Більшість цих таверн залишаються відмінною рисою провінційних ресторанів і заїжджих дворів.
Коли закінчились перші металообробні процеси, земля була придбана місцевими фермерами. У 1760-х роках брати-менноніти з містечка Баллі купили по 250 акрів землі у власників печі Долини Колбрук. Фактично, вони придбали більшу частину теперішнього Боєртауна.
У 1801 році чоловік на ім'я Генрі Боєр придбав велику таверну, що розташована на перехресті Філадельфійської дороги та Рідінґ авеню. Його брат Деніел придбав маєток навскіс від таверни і збудував крамницю. У 1814 році була заснована Німецька Лютеранська Церква і невдовзі перехрестя стало відомим як «Боєрз».
Між 1865 і 1900 роками широке видобування залізної руди і поява залізниці у поєднанні здійснили найбільш істотні і тривкі зміни в Боєртауні. Винахід нового насосного обладнання принесло до Боєртауна нову хвилю пожвавлення гірничої діяльності. Залізниця була засобом транспортування залізної руди. Вона стимулювала зростання маленьких фабрик, які вели серійне виробництво товарів, що їх можна було б збувати далеко від Боєртауна. Збільшення населення, що супроводжувало ці процеси, викликало бум будування житлових та комерційних будівель у Вікторіанському стилі. Багато з цих будівель збереглися, додаючи Боєртауну особливої чарівливості.
Сільське господарство все ще відігравало значну роль в економіці міста, і до початку ХХ століття краєвидом району були просторі садки, які вражали своїм цвітінням весною, а восени — рясними соковитими плодами. У той же час, у 1900-х роках Боєртаун мав декілька шкіл, церков, пожежних загонів, власне водопостачання і був газифікований. Тоді, як і тепер, він пропонував найкраще від природи і від цивілізації. Ці два світи існували і існують окремо і по-різному, але не ізольовано.
Боєртаун і досі уособлює основну філософію пращурів — перших поселенців, що полягає у прагненні до волі, гордості своєю роботою, готовності допомогти іншим і бажанні працювати разом, щоб створити щасливе суспільство. Всі ці принципи, ідеї, цілі були вироблені минулим Боєртауна, щоб гарантувати майбутнє міста.

## Географія
Боєртаун розташований за координатами 40°19′56″ пн. ш. 75°38′15″ зх. д. / 40.33222° пн. ш. 75.63750° зх. д. (40.332294, -75.637557).  За даними Бюро перепису населення США в 2010 році місто мало площу 2,02 км², уся площа — суходіл.

## Демографія
Згідно з переписом 2010 року, у селищі мешкало 4055 осіб у 1927 домогосподарствах у складі 1028 родин. Густота населення становила 2011 осіб/км².  Було 2026 помешкань (1005/км²).
Расовий склад населення:
| - 97,5 % — білих - 0,6 % — азіатів - 0,5 % — чорних або афроамериканців |

До двох чи більше рас належало 1,0 %. Частка іспаномовних становила 1,1 % від усіх жителів.
За віковим діапазоном населення розподілялося таким чином: 20,7 % — особи молодші 18 років, 59,1 % — особи у віці 18—64 років, 20,2 % — особи у віці 65 років та старші. Медіана віку мешканця становила 41,7 року. На 100 осіб жіночої статі у селищі припадало 90,0 чоловіків;  на 100 жінок у віці від 18 років та старших — 87,5 чоловіків також старших 18 років.
Середній дохід на одне домашнє господарство  становив 50 990 доларів США (медіана — 39 345), а середній дохід на одну сім'ю — 71 160 доларів (медіана — 63 214). Медіана доходів становила 46 339 доларів для чоловіків та 27 500 доларів для жінок. За межею бідності перебувало 13,4 % осіб, у тому числі 32,9 % дітей у віці до 18 років та 4,8 % осіб у віці 65 років та старших.
Цивільне працевлаштоване населення становило 1823 особи. Основні галузі зайнятості: освіта, охорона здоров'я та соціальна допомога — 21,6 %, виробництво — 17,4 %, роздрібна торгівля — 10,1 %, будівництво — 9,3 %.

## Міста-побратими
- Богодухів, Україна